# San Jerónimo de Araceo
San Jerónimo de Araceo es una localidad del estado mexicano de Guanajuato. Es parte del municipio de Valle de Santiago.

## Toponimia
El nombre «San Jerónimo» hace referencia al santo patrono de la localidad: Jerónimo de Estridón. El nombre «Araceo» proviene del otomí, su significado es «Lugar donde hay bocas abiertas en la tierra» y hace referencia a la presencia de maares en la zona.

## Historia
San Jerónimo de Araceo fue fundada el 5 de diciembre de 1550 por una merced concedida por el virrey Luis de Velasco y Ruiz de Alarcón en favor de un grupo de indígenas otomíes.

## Demografía
| Gráfica de evolución demográfica |
|                                  |

| Censo | Población |
| ----- | --------- |
| 1910  | 1 194     |
| 1921  | 818       |
| 1930  | 1 057     |
| 1940  | 1 151     |
| 1950  | 865       |
| 1960  | 676       |
| 1970  | 1 285     |
| 1980  | 1 317     |
| 1990  | 2 114     |
| 2000  | 2 152     |
| 2010  | 1 960     |
| 2020  | 1 909     |